# Piper immite
Piper immite är en pepparväxtart som beskrevs av William Trelease. Piper immite ingår i släktet Piper och familjen pepparväxter. Inga underarter finns listade i Catalogue of Life.